# Henry Mackenzie
Henry Mackenzie (Edimburgo, 26 luglio 1745 – Edimburgo, 14 gennaio 1831) è stato uno scrittore scozzese.
Era soprannominato l'"Addison del nord".

## Biografia
Henry Mackenzie nacque a Edimburgo. Suo padre, Joshua Mackenzie, era un noto medico, e la madre, Margaret Rose, apparteneva a un'antica famiglia del Nairnshire. Mackenzie venne educato alla Royal High School e all'Università di Edimburgo, e fu poi assunto da George Inglis di Redhall, che era un procuratore della corona per la gestione delle finanze. Nel 1765 venne mandato a Londra a studiare legge, a al suo ritorno a Edimburgo divenne socio di Inglis, a cui in seguito successe come procuratore per la corona.
Mackenzie cercò di interessare editori in quello che sarebbe stato il suo primo e più famoso lavoro, The Man of Feeling, per diversi anni, ma essi non lo volevano accettare nemmeno come regalo. Mackenzie lo pubblicò anonimamente nel 1771, e divenne un successo immediato. Il protagonista di The Man of Feeling è una creatura debole, dominata da una benevolenza futie, che si reca a Londra e cade nelle mani di gente che abusa della sua innocenza. La chiave sentimentale in cui il libro è scritto mostra la familiarità dell'autore con Sterne e Richardson, ma non aveva né lo humour di Sterne né la percettività  di Richardson. Un religioso di Bath di nome Eccles si dichiarò autore del libro, portando come prova un manoscritto pieno di correzioni e cancellature. Il nome di Mackenzie venne allora annunciato ufficialmente, ma Eccles riuscì a convincere alcuni a crederlo. Nel 1773 Mackenzie pubblicò un secondo romanzo, The Man of the World, il cui protagonista era consistentemente cattivo come l'eroe di The Man of Feeling era "costantemente obbediente al suo senso morale", come disse Sir Walter Scott.
La prima delle sue opere drammatiche, The Prince of Tunis, fu prodotta a Edimburgo nel 1773 riscontrando un certo successo; le successive furono fallimenti. Julia de Roubigné del 1777 è un romanzo epistolare.
A Edimburgo Mackenzie apparteneva a un circolo letterario, alle cui riunioni venivano letti giornali come The Spectator. Questo portò alla fondazione del settimanale Mirror (23 gennaio 1779 - 27 maggio 1780), di cui Mackenzie fu editore e principale collaboratore. Venne seguito nel 1785 da un giornale simile, Lounger, che operò per quasi due anni e ebbe la distinzione di contenere uno dei primi tributi al genio di Robert Burns.
Nel 1776 Mackenzie sposò Penuel, figlia di Sir Ludovich Grant, da cui ebbe undici figli. Fu, nei suoi ultimi anni, una figura importante nella società di Edimburgo. Sebbene soprannominato "man of feeling" (uomo sensibile), era in realtà un affarista testardo dal cuore gentile.
Mackenzie era un Tory convinto, e scrisse diversi trattati intesi ad opporsi alle dottrine della Rivoluzione francese. La maggior parte di questi rimase anonima, ma firmò la sua Review of the Principal Proceedings of the Parliament of 1784, una difesa delle politiche di William Pitt il Giovane, scritta su richiesta di Henry Dundas. Venne ricompensato con l'ufficio di controllore delle tasse per la Scozia nel 1804. Alcune sue memorie letterarie vennero fissate nel suo Account of the Life and Writings of John Home, Esq. del 1822. Nel 1807 The Works of Henry Mackenzie venne pubblicato senza la sua autorizzazione, e lui stesso si occupò della pubblicazione della sua opera omnia (Works, in 8 volumi, 1808).
È seppellito nel cimitero di Greyfriars a Edimburgo.

## Opere
- The Man of Feeling
- Julia de Roubigné
- The Prince of Tunis
- Review of the Principal Proceedings of the Parliament of 1784
- Account of the Life and Writings of John Home, Esq.
- Life of Doctor Blacklock
- The Works of Henry Mackenzie